# Kunigunde von Weimar-Orlamünde

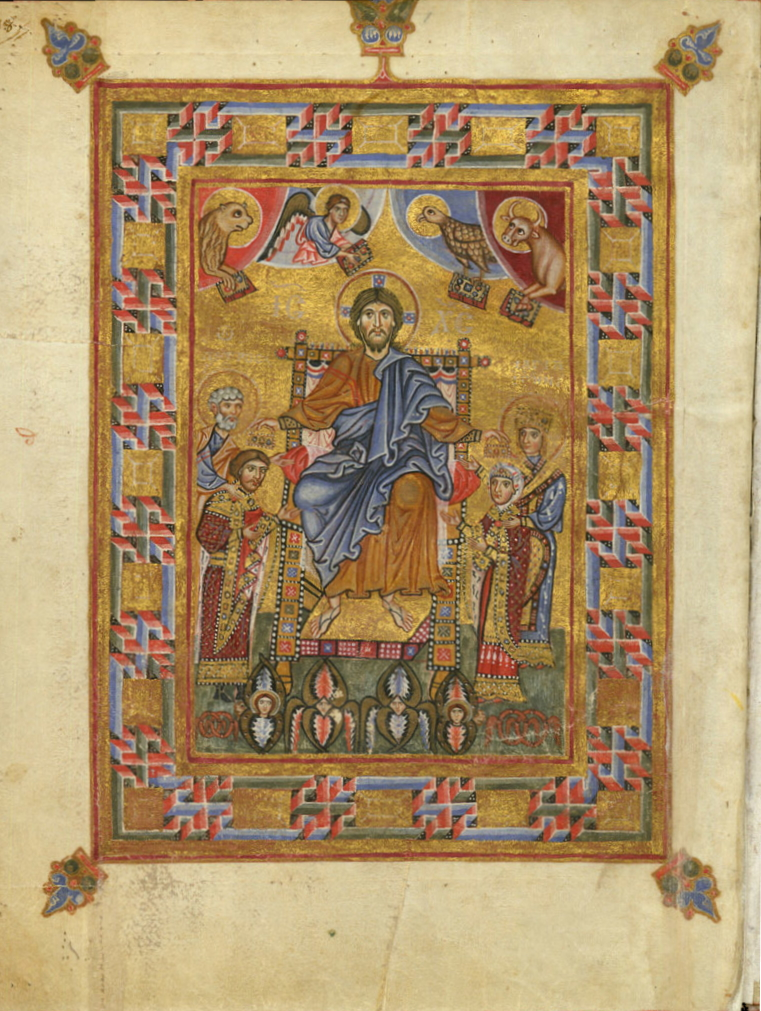
Jaropolk und Ehefrau (Kunigunde ?) werden gekrönt, Miniatur, Egbert-Psalter

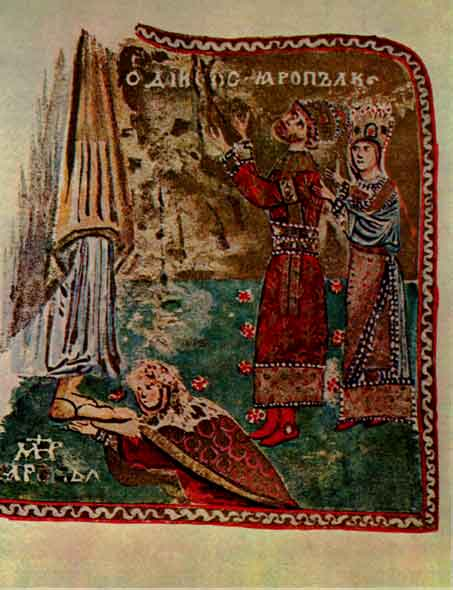
Jaropolk und Ehefrau vor dem Apostel Petrus in Rom, Miniatur, Egbert-Psalter

Kunigunde von Weimar-Orlamünde (russisch Кунигунда Орламюндская, ukrainisch Кунігунда Орламюндська; * um/nach 1055; † nach 20. März 1117) war eine Tochter des Markgrafen Otto I. von Meißen aus dem Adelsgeschlecht Weimar und Ehefrau eines Fürsten der Rus und später der Grafen Kuno von Northeim und Wiprecht von Groitzsch. Sie war Erbin der Grafschaft Beichlingen. 

## Leben
Über ihr Leben gibt es nur wenige historische Nachrichten. Das Geburtsjahr ist nicht überliefert, es lag ungefähr nach 1055. Ihr Vater starb 1067, die Mutter Adele von Brabant heiratete 1069 Markgraf Dedo I. der Lausitz. 
Es wird angenommen, dass sie in erster Ehe mit Jaropolk von Wolhynien und Turow verheiratet war. Historische Nachrichten darüber gibt es nicht. Überliefert ist nur, dass sie mit einem Fürsten der Kiewer Rus verheiratet war, ein Name wird nicht genannt. Jaropolk ist eine Vermutung der jüngeren russischen historischen Forschung, in der älteren Literatur wurde Igor Jaroslawitsch vermutet. Jaropolk wird zum Jahr 1075 mit einer Ehefrau abgebildet, die Ehe müsste also davor geschlossen worden sein. 1078 kehrte Jaropolk in die Rus zurück und wurde Fürst von Wolhynien und Turow. 1086/87 wurde er ermordet.
Aus dieser Ehe stammt vermutlich eine Tochter:
- Mechthilde von Beichlingen; Ehefrau eines Grafen Günther, wohl aus dem Geschlecht der Sizzonen/Kevernburger. Als gemeinsamer Sohn wird Friedrich von Beichlingen vermutet, der als Stammvater der Grafen von Beichlingen gilt.[3]

Ungefähr 1088 heiratete Kunigunde Graf Kuno von Northeim. Mit ihm hatte sie mehrere Kinder:
- Mathilde von Beichlingen; Ehefrau von Heinrich I., Graf von Zütphen;
- Adele von Beichlingen, Ehefrau von Dietrich III., Graf von Katlenburg, in zweiter Ehe Helferich, Graf von Plötzkau;
- Liutgard von Beichlingen, Ehefrau von Wilhelm I., Graf von Luxemburg;
- Kunigunde von Beichlingen, Ehefrau  von Wiprecht III., Graf von Groitzsch, in zweiter Ehe Diepold III., Markgraf von Vohburg.

Als Mitgift erhielt Kunigunde die Grafschaft Beichlingen. Dort gründete sie 1089 das Benediktinerkloster Oldisleben, die spätere Grablege der Grafen von Beichlingen.
1103 wurde auch Kuno ermordet. 1110 heiratete sie Wiprecht II. von Groitzsch. Über Nachkommen ist nichts bekannt. Eine ihrer Töchter aus zweiter Ehe, Kunigunde, heiratete den Sohn ihres dritten Ehemannes.
Am 20. März 1117 wurde sie letztmals erwähnt. Ihr Todesdatum ist unbekannt.